# Tulipa altaica
Tulipa altaica là một loài thực vật có hoa trong họ Liliaceae. Loài này được Pall. ex Spreng. miêu tả khoa học đầu tiên năm 1825.